# 3452 Hawke
3452 Hawke је астероид главног астероидног појаса чија средња удаљеност од Сунца износи 2,269 астрономских јединица (АЈ).
Апсолутна магнитуда астероида је 13,2.